# Salif Nogo
Salif Nogo (sinh ngày 31 tháng 12 năm 1986 ở Ouagadougou) là một cầu thủ bóng đá người Pháp-Burkina Faso, thi đấu ở vị trí hậu vệ.

## Sự nghiệp
Salif Nogo trước đó thi đấu cho Oțelul Galați, Jiul Petroşani, Politehnica Iaşi và Astra Giurgiu. in the Romanian Liga I He also had a short experience thi đấu ở Pháp at ES Troyes AC.